# Hôtel de ville de Montrouge
L`hôtel de ville de Montrouge est le principal bâtiment administratif de la ville de Montrouge dans les Hauts-de-Seine. Il est situé avenue de la République.

## Historique
Une partie de la décoration est l'œuvre des peintres Victor Tardieu et Théobald Chartran.
La décision de sa construction fait suite en 1860 au rattachement du Petit-Montrouge à Paris à la suite d'un décret de Napoléon III.
Afin d'y bâtir un nouvel édifice, le Grand-Montrouge procède donc à l'acquisition du terrain de l’ancien château du duc de La Vallière , dont la salle d’audience servait encore en 1788 à l’Assemblée municipale et d’auditoire à la justice seigneuriale.
|  |  |

Le chantier se déroule de 1880 à 1883. En 1903, les ailes sont agrandies par l'architecte Jules Baboin.
Un centre administratif lui est adjoint en 2005.
L'année 2018 voit la restauration de la façade.

### Articles liés
- Liste des maires de Montrouge
- Station de métro Mairie de Montrouge.